# La Liga del Sueño
La Liga del Sueño es un grupo de rock alternativo peruano. Fue formado en 1992, en el que produjeron tres álbumes de estudio hasta su receso en el 2000. En 2016 la banda volvió a su actividad.

## Integrantes

### Formación principal
La Liga del Sueño se compone principalmente por el trío formado por:
- Jorge "Pelo" Madueño - Voz, guitarra, percusión y teclado. Exbaterista de Miki González y de Narcosis. Tras el 2000 empezó una carrera como solista.
- Mauricio “Chino” Chau - Guitarra y coros. Creó la banda indie-tropical Los Terapeutas del Ritmo, la cual dirige.
- Arturo Ríos - Batería. Formó parte de bandas importantes como Libido, Los Fuckin Sombreros y Dolores Delirio.

### Artistas colaboradores
- Naty Barrios: Teclados (1992)
- Pilar Secada: Coros (1992-1994)
- Frank Edgar: Bajo (1994)
- Johanna San Miguel: Teclados y coros (1994-1996)
- Gonzalo Torres: Bajo (1994-1996)
- Elena Otero: Bajo (1996-1998)
- Víctor Malasquez: Bajo (1998)
- "Nacho" Cisneros: Bajo (1998)

## Historia

### Inicios
El grupo se formó en Lima, e hizo su debut el 31 de octubre de 1992 en el distrito limeño de Barranco, en el Centro Cultural Parra del Riego junto a Miki González. El grupo tenía en la batería un reproductor de casetes y para ejecutar cada tema los miembros de la banda se turnaban para reproducir la cinta con la base de la canción programada (baterías y secuencias).
El artista plástico José Javier Castro (de Humo Rojo, Beat Sudaka, La Bomba Inevitable y El Aire), Naty Barrios en los teclados (hermana de Manolo Barrios de Mar de Copas), Jorge "Pelo" Madueño y Mauricio "Chino" Chau (Los Terapeutas Del Ritmo) intercambiaban guitarras, bajos, teclados y voces principales en cada canción mientras interpretaban el repertorio.

### Al derecho y al revés (1994 –1995)
Al tiempo que José Javer y Naty dejaban la banda se incorporan Arturo Ríos (en batería) y Frank Edgar (bajo). Debido a los compromisos que Frank tenía con otras bandas se vio obligado a dejar su puesto a Gonzalo Torres con quien ya había contactado con anterioridad. Luego se une Pilar Secada (coros) y posteriormente Johanna San Miguel (Teclados). Con esta formación la banda editó su primer álbum: "Al derecho y Al revés" (1994) con los primeros "singles de concierto" de la banda como: soledad, por mi Dios, Aldina (primer tema en vídeo de la banda - que se vio en MTV) entre otros.

### Por Tierra (1996 – 1997)
Luego vendría el segundo disco, "Por Tierra", realizado en 1996 y editado por Discos Independientes S.A., donde se encuentra la versión original de "La peor de las guerras" (segundo sencillo en vídeo de la banda, grabado en formato Super VHS) y cuya versión "discotheque" fue el primer sencillo radial de la banda en ese mismo año. Para este disco la banda sufre una segunda transformación: Elena Otero reemplaza en el bajo a Gonzalo Torres y Johanna deja definitivamente la banda.
A estas alturas la banda ya había hecho el recorrido clásico de cualquier banda de la época: el pub "Sargento Pimienta" (primero el de Miraflores, luego el del Distrito de Barranco), el Centro Cultural "La Noche", "Bauhaus", "Bizarro", "El Más Allá", "La Casona de don Willy", ICPNA, Teatro Británico, entre otros. En estos conciertos la banda forjaba su show en vivo, adquiriendo cada vez más solidez y se incorporan en vivo músicos invitados que colaboraron con la banda como: Abel Páez (trompeta), Rocío Madueño (teclados) y Camilo Ballumbrosio.
Seguirían los cambios de bajista (Víctor Malasquez reemplaza a Elena) y vendría la etapa de las apariciones en Televisión (que hasta ese entonces omitían la presencia de bandas de rock peruanas venidas del underground limeño), y con el crecimiento del airplay radial se permitieron llegar a más público y por ende a ser invitados a festivales de gran convocatoria a nivel nacional, Feria del Hogar, Teletón, Festivales en Arequipa, Trujillo, etc.

### Mundo Cachina (1998 – 2000)
Este "crossover" atrajo el interés de Sony Music y el sello firma la banda en 1998 para editar Mundo Cachina Álbum mezclado en Orlando (Florida). En esta grabación los bajos los graba "Vitucho" Malasquez. Luego entraría "Nacho" Cisneros al bajo.
La banda fue invitada a la convención anual de A&R de la Sony Internacional en marzo de 1999 donde hicieron una presentación al lado de La Oreja de Van Gogh (España) y La Dosis (México) en un festival que también contaba con la presencia de Creed y Ricardo Arjona.
Con el sencillo "Rodando" sonando en España, con los vídeos de Mala sangre, Semilla Negra y No es amor en cadenas de TV en todo el Perú, se presentan en el Festival de Rock en el Volcán en Pululahua (Quito, Ecuador) compartiendo escenario con Lucybell, La Ley, Pedro Aznar, Huelga de Hambre, Virus, Aterciopelados, entre muchos otros. Cerrarían la gira con un show en Nueva York (en Cuerda Planetaria - hoy Oveja Negra) y presentaciones en Lima al lado de La Ley, El Tri y Los Prisioneros.

### El regreso (2016)
Luego de más de una década de proyectos personales, Pelo Madueño, Mauricio Chau y Arturo Ríos realizaron un show de regreso que fue nominado a “Mejor Concierto del Año 2016”. El éxito del retorno a los escenarios se ha saldado con el anuncio de una nueva gira de la banda para el siguiente año que recorrió varias ciudades peruanas.

## Discografía
- Al derecho y al revés (1994)
- Por Tierra (1996)
- Mundo Cachina (1998)